# Biológiailag másodlagos matematikai képességek
A biológiailag másodlagos matematikai képességek azok a kultúraspecifikus kognitív képességek, amelyeket következtetés útján, vagy másoktól (pl. tanárok, szülők) tanulva sajátítunk el.
A számolási képességeknek több olyan eleme is van, amely tanulás során fejlődik ki, tehát biológiailag másodlagos, és általában a nyelv által közvetített. Ezek elsajátítására az egyik fő forrás a szülőktől való tanulás (így sajátítjuk el például a számok neveit), illetve az iskolai oktatásban megszerzett ismeretek. Így jutunk el ahhoz az aritmetikai ismeretrendszerhez, amellyel felnőttkorban rendelkezünk, és amely rendszerezett, valamint hierarchikusan épül fel.
Ide tartozik többek között a matematikai érvelés, vagy a problémamegoldás. Minél több időt töltünk el matematikai tanulmányokkal, annál jobbak leszünk ezekben a feladatokban. Mivel a társadalmi, kulturális sajátosságok nagyon eltérőek lehetnek (és velük együtt az oktatási elvek is), amelyek nagyban befolyásolhatják a másodlagos képességek kialakulását és fejlődését, és így magyarázatot adnak a kultúránként eltérő másodlagos képességekben mutatkozó teljesítményre.
Ezekkel a képességekkel függ össze a matematikai szorongás is, amely az a fajta szorongás, amit a ténylegesen meglévő matematikai készségeinktől függetlenül a képességeink iránt érzünk, és amelyért részben az iskolarendszer egyes sajátosságai tehetők felelőssé.